# Sodbrunnen
Als Sod oder Sodbrunnen wird ein gegrabener Schachtbrunnen bezeichnet, dessen meist runder Brunnenschacht bis zum Grundwasserspiegel abgeteuft und meist mit trocken geschichteten Bruchsteinen oder Kieseln ausgekleidet ist. Der Sodbrunnen benötigt eine Hebevorrichtung, mit deren Hilfe das Wasser an die Oberfläche befördert wird. Es gibt einfache Schöpfbrunnen, Ziehbrunnen mit Haspel, Galgbrunnen oder Pumpbrunnen. Burgbrunnen sind häufig Sodbrunnen.

## Abgrenzung
Im Gegensatz zum Sodbrunnen bezieht der Laufbrunnen sein Wasser über eine Leitung von einer Quelle. Ein Quellbrunnen ist direkt bei einer Quelle angelegt und benötigt daher keine nennenswerte Zuleitung. Brunnen greifen auf das Grundwasser zu, während Zisternen das Oberflächen-/Dachwasser nutzen.

## Verwendung des Wortes
Als Appellativ ist das Wort kaum mehr gebräuchlich, jedoch ist es noch ein häufiges Element in Flurnamen. Beispiele für solche Flurnamen sind Sod (Glattfelden, Kanton Zürich, Schweiz), Sodacher (Hasliberg, Kanton Bern, Schweiz), Sodhüsli (Twann-Tüscherz, Kanton Bern, Schweiz).

## Wortherkunft
Das Substantiv Sod m. (Pl. Söde) ist mit altenglisch sēað m. 'Loch, Grube, Quelle', altfriesisch sāth, sād m. 'Brunnen' und mittelniederdeutsch sōd(t) m. 'Quelle, Brunnen, -schacht’ verwandt. Es handelt sich um eine Substantivierung zum Verb sieden, bedeutet also 'Stelle, wo das Quellwasser aufwallt'. Ableitungen sind Pumpsod für einen Brunnen mit einer Pumpe, Sodeimer für Brunneneimer, Sodwasser für Brunnenwasser.

## Ziehbrunnen ohne Mechanismen
Wenn der Ziehbrunnen flach war, wurde ein Wassereimer mit einer Stange mit Haken angehoben.

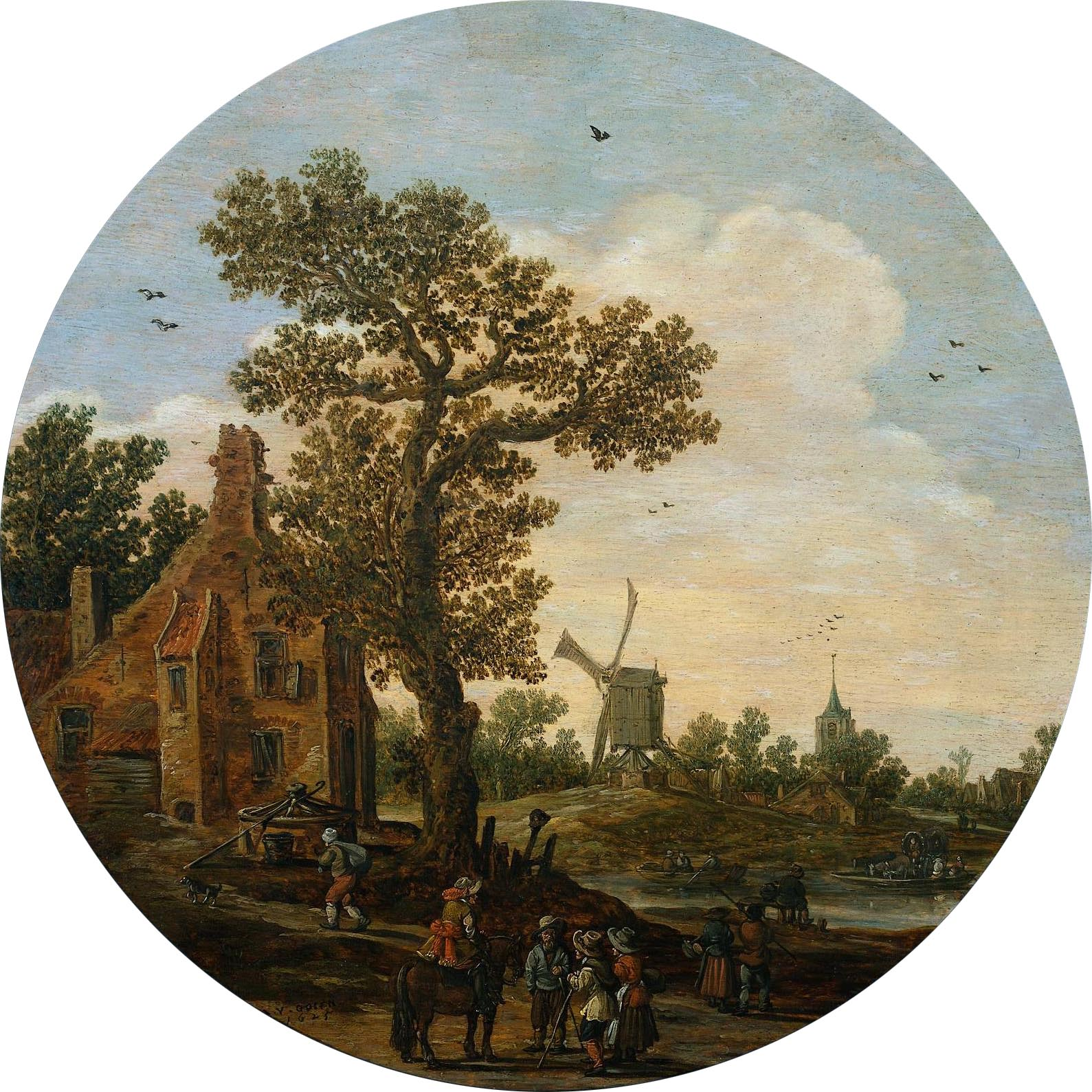
Holland, 1625

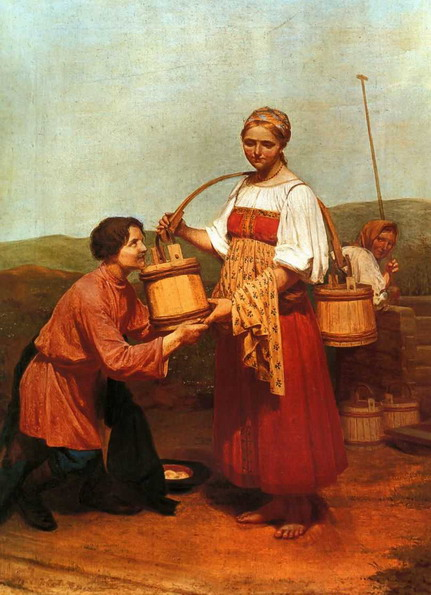
Russia, 1843

## Ziehbrunnen mit Haspel
Ziehbrunnen mit Haspel – historischer Brunnentyp, wo mit Hilfe der Konstruktion Wasser an die Oberfläche befördert wird.

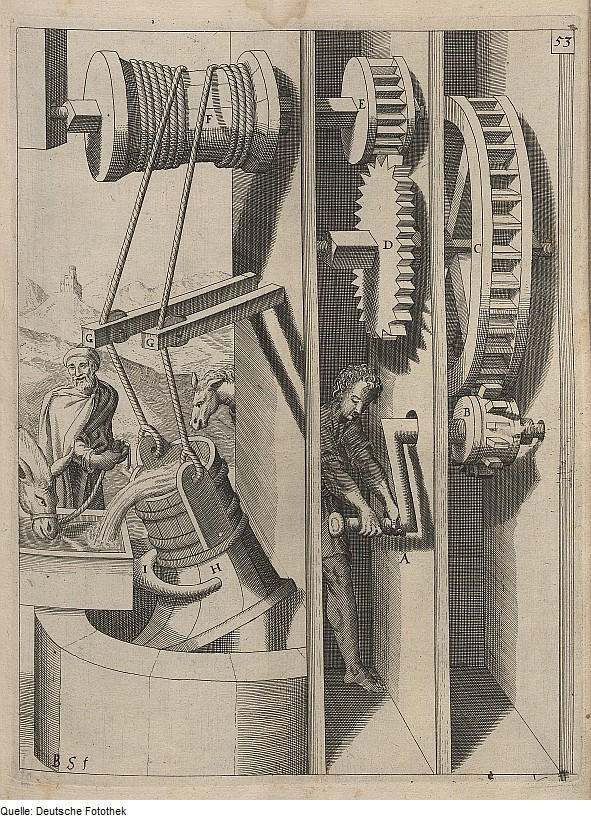
Ein Ziehbrunnen mit einem komplexen Mechanismus. Ingenieurprojekt, 1623. Dieser Brunnen wurde wahrscheinlich nie gebaut

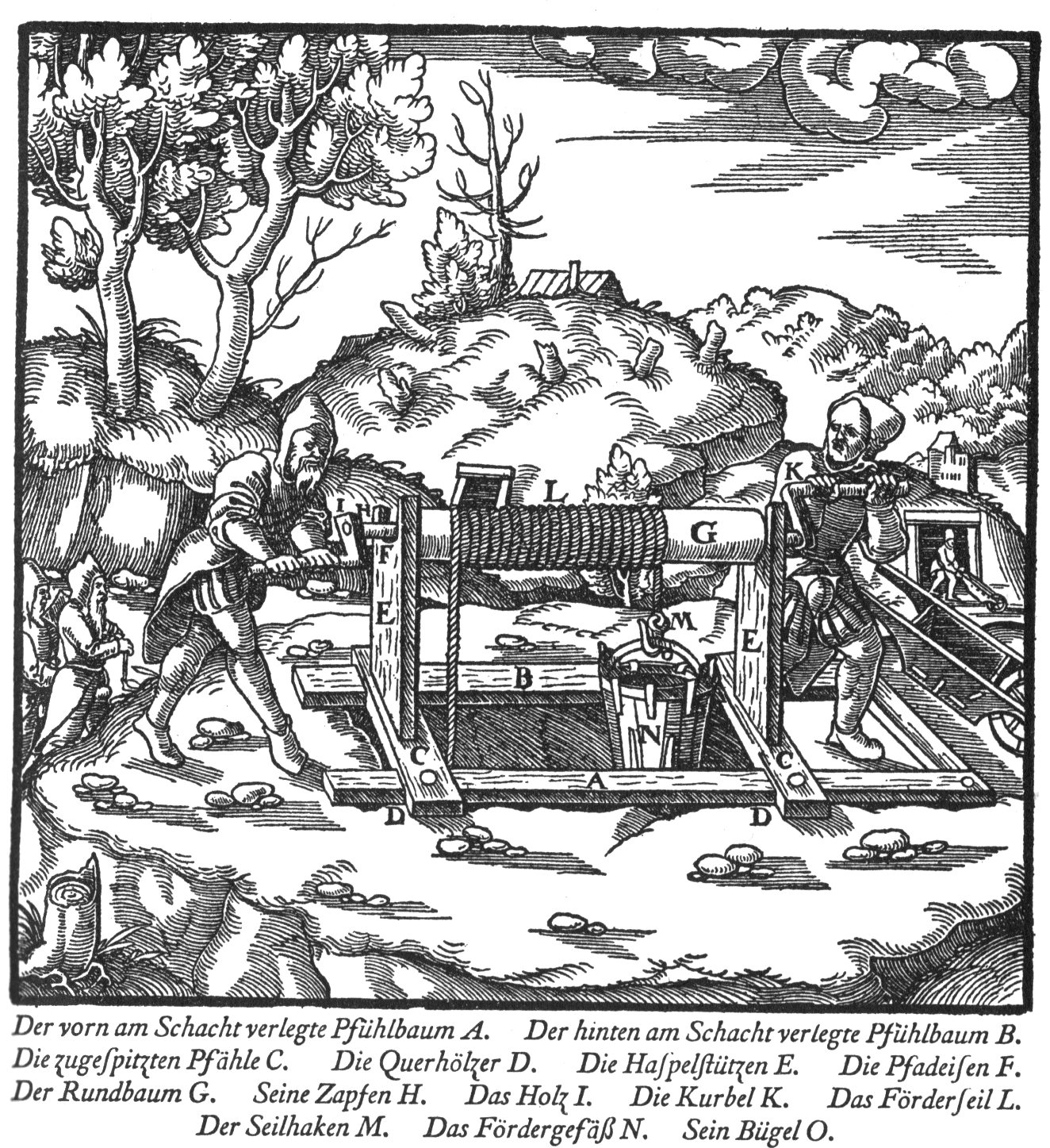
Haspel nach Agricola, 1557

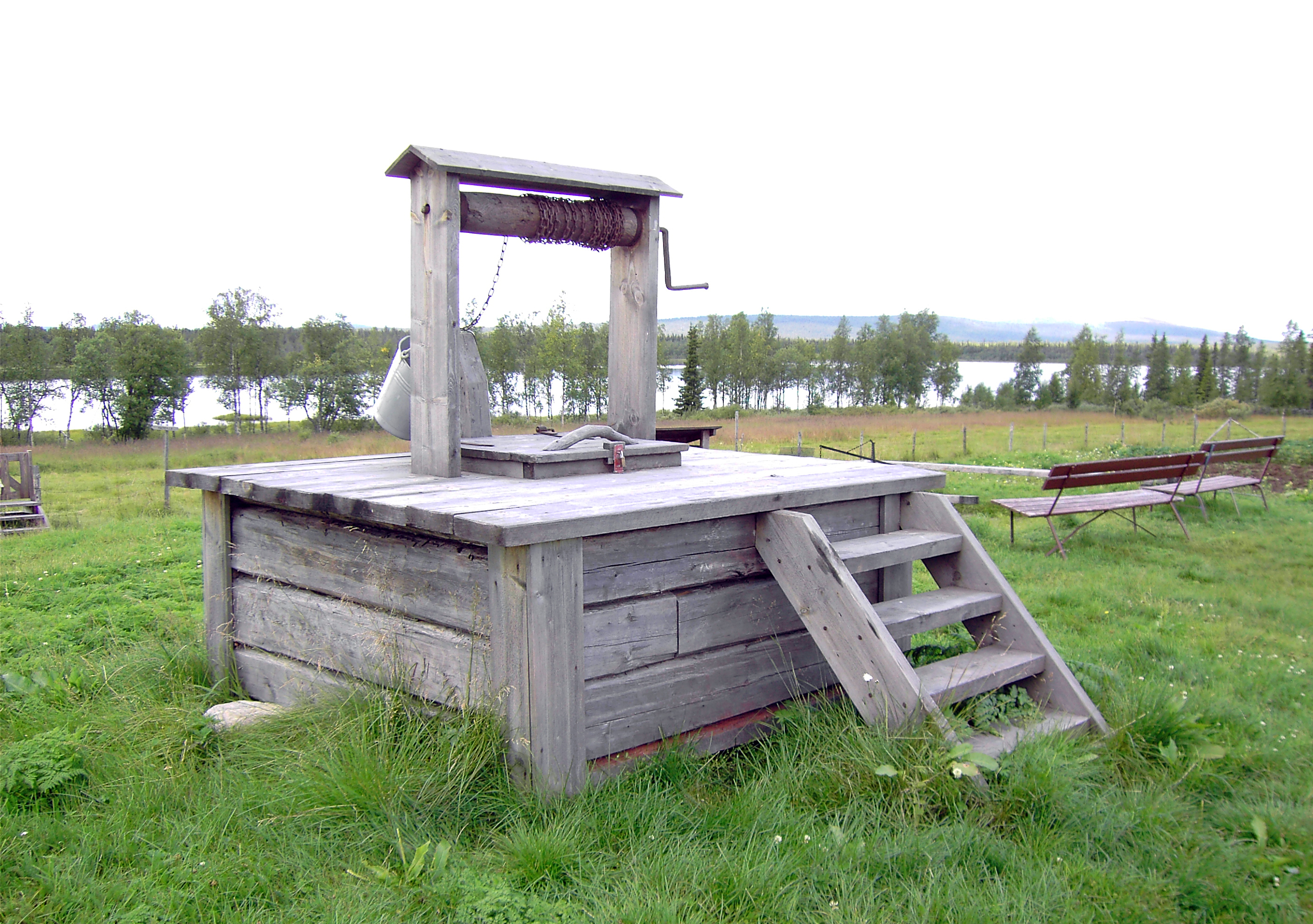
Ziehbrunnen mit Haspel, Schweden

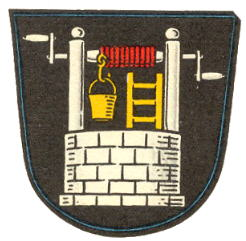
Drommershausen

Heraldik

## Ziehbrunnen mit Schwingbaum und Gegengewicht

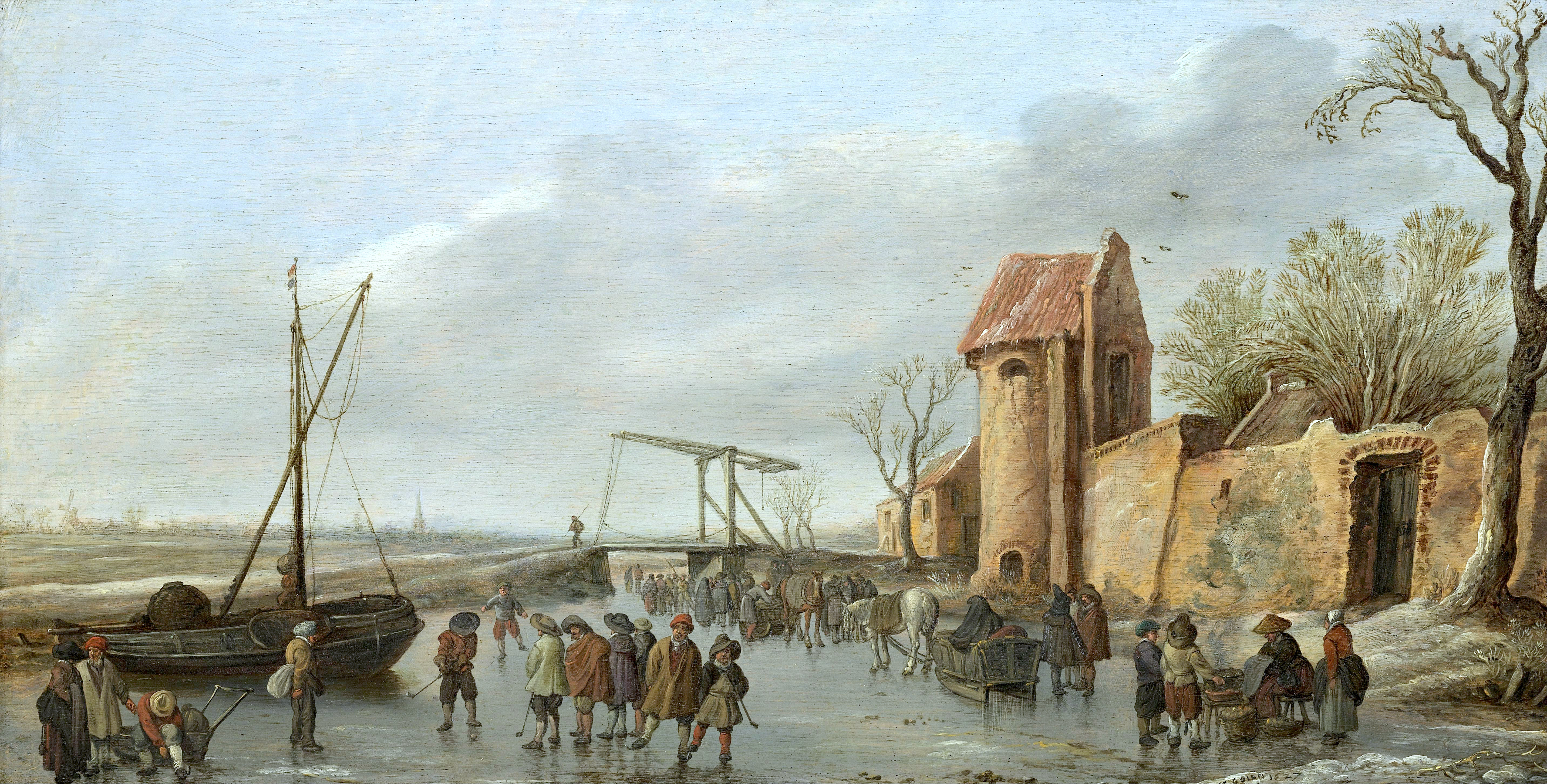
Ein Mechanismus zum Anheben kleiner Brücken. Dieses Design wurde verwendet, um Ziehbrunnen auszustatten. Holland, 1627

### Deutschland
Ziehbrunnen mit Schwingbaum und Gegengewicht – historischer Brunnentyp, wo mit Hilfe der Konstruktion Wasser an die Oberfläche befördert wird.

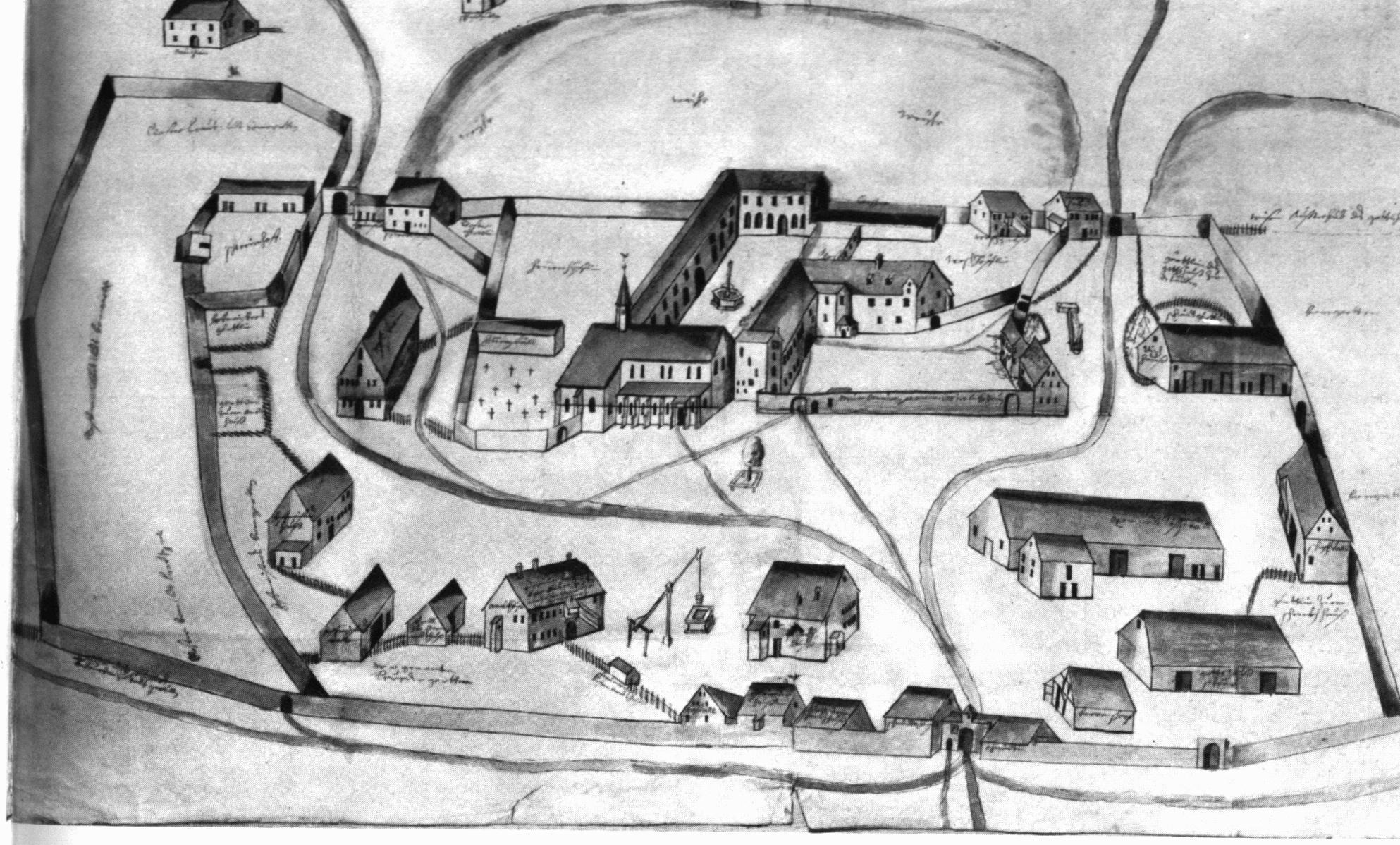
Ziehbrunnen mit Schwingbaum und Gegengewicht. Kloster Wald, um 1685

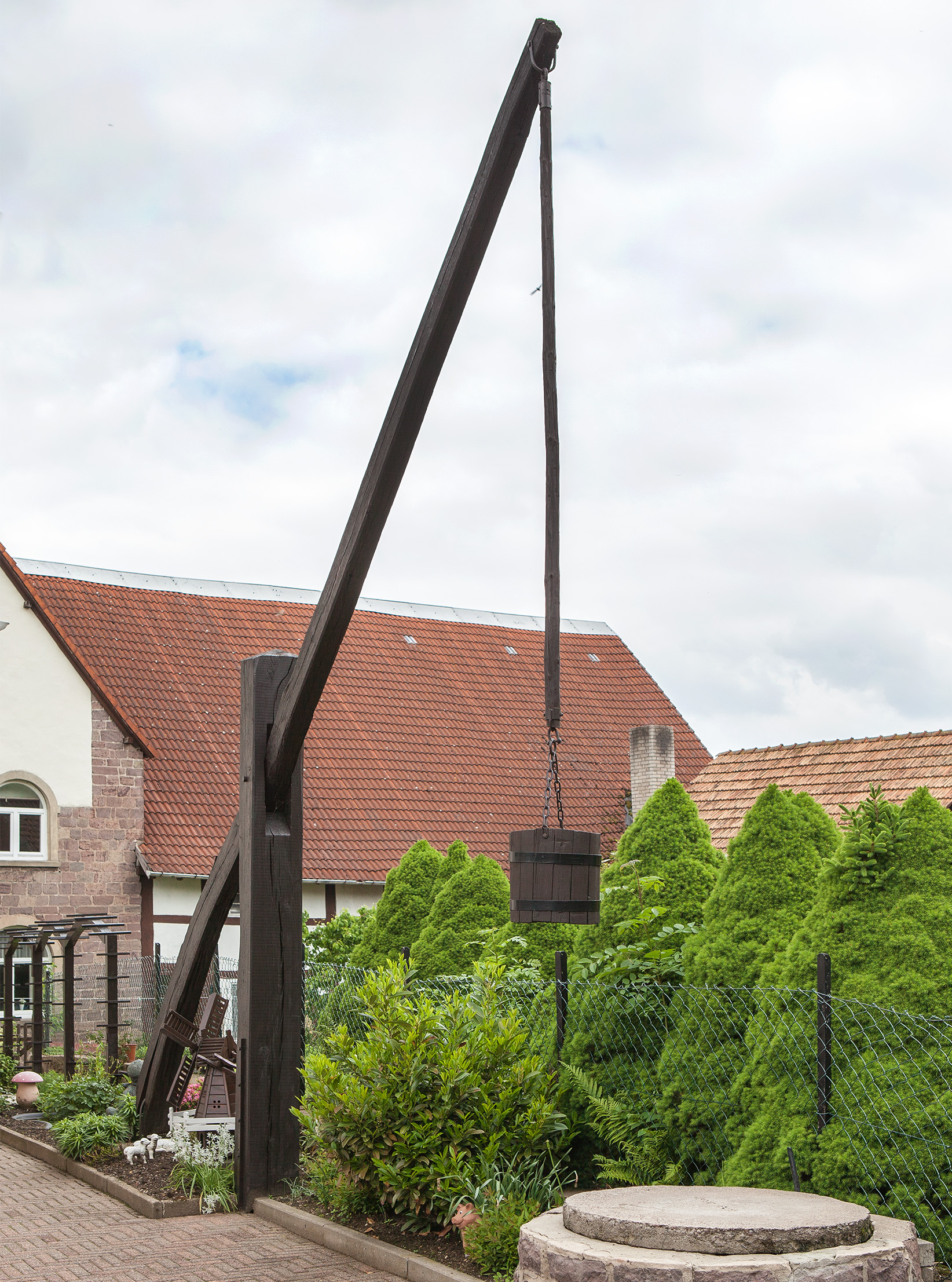
Asendorf

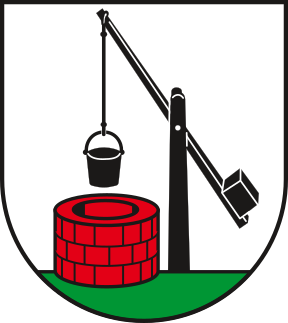
Born

Bornberg

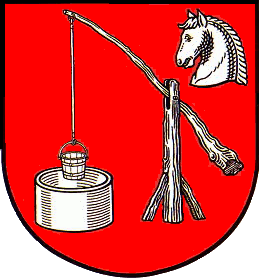
Börnsen

Drage

Heraldik

### Andere Länder

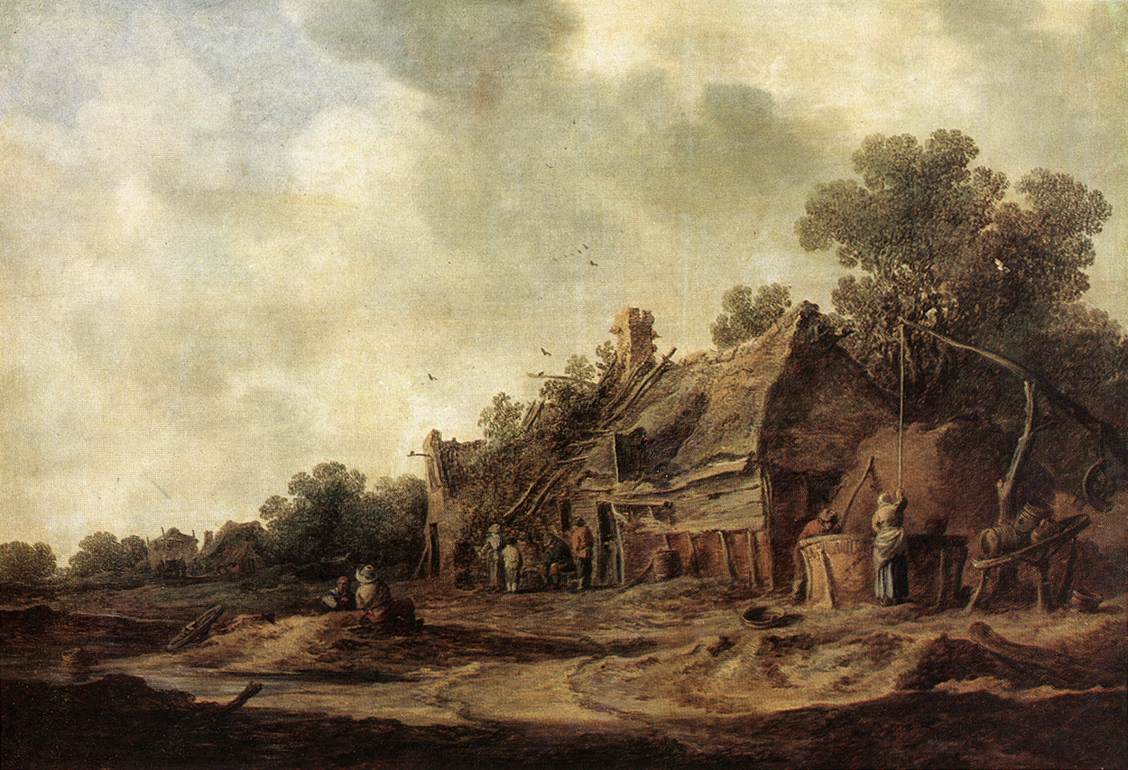
Niederlande, 1633

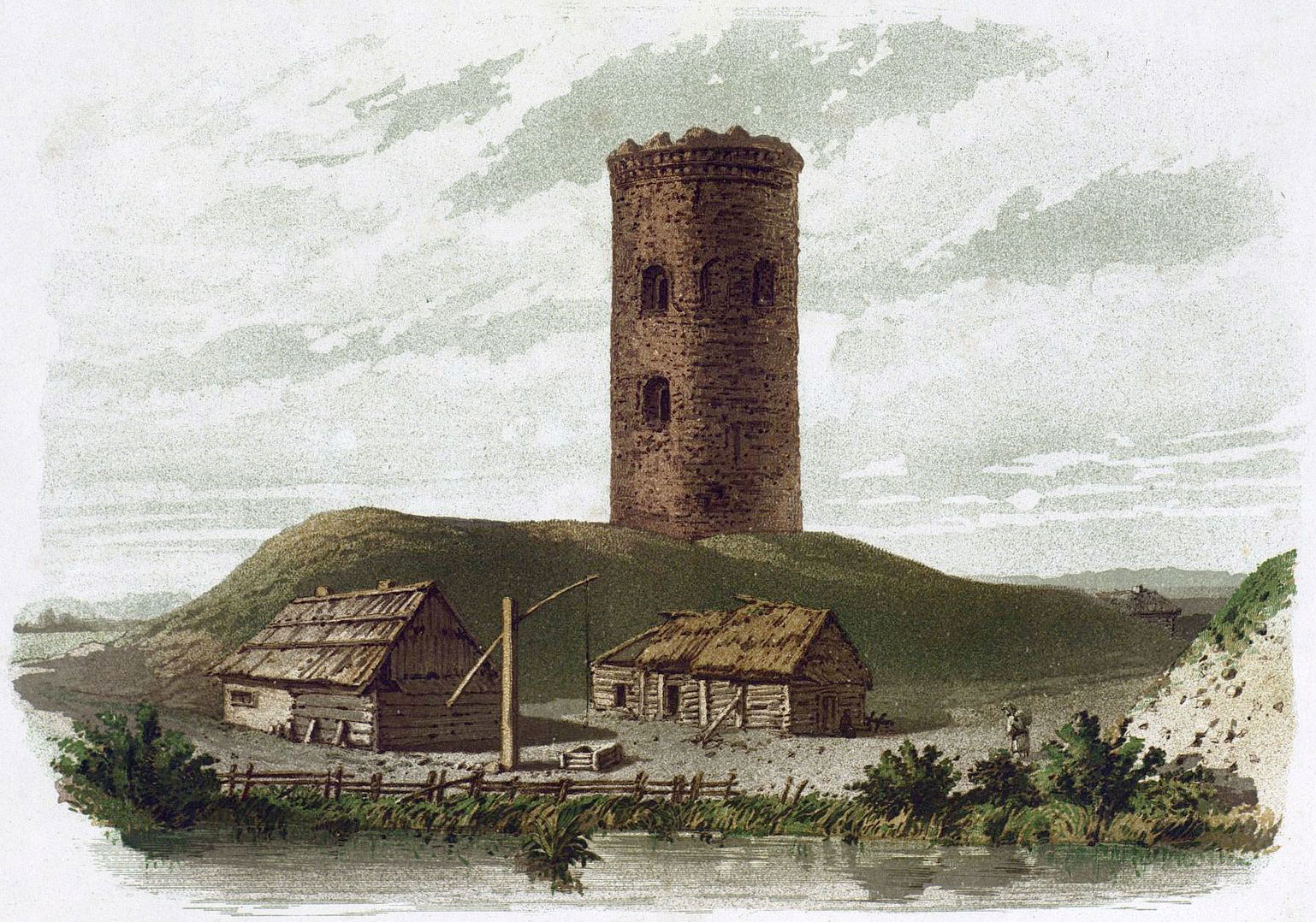
Belarus, XIX

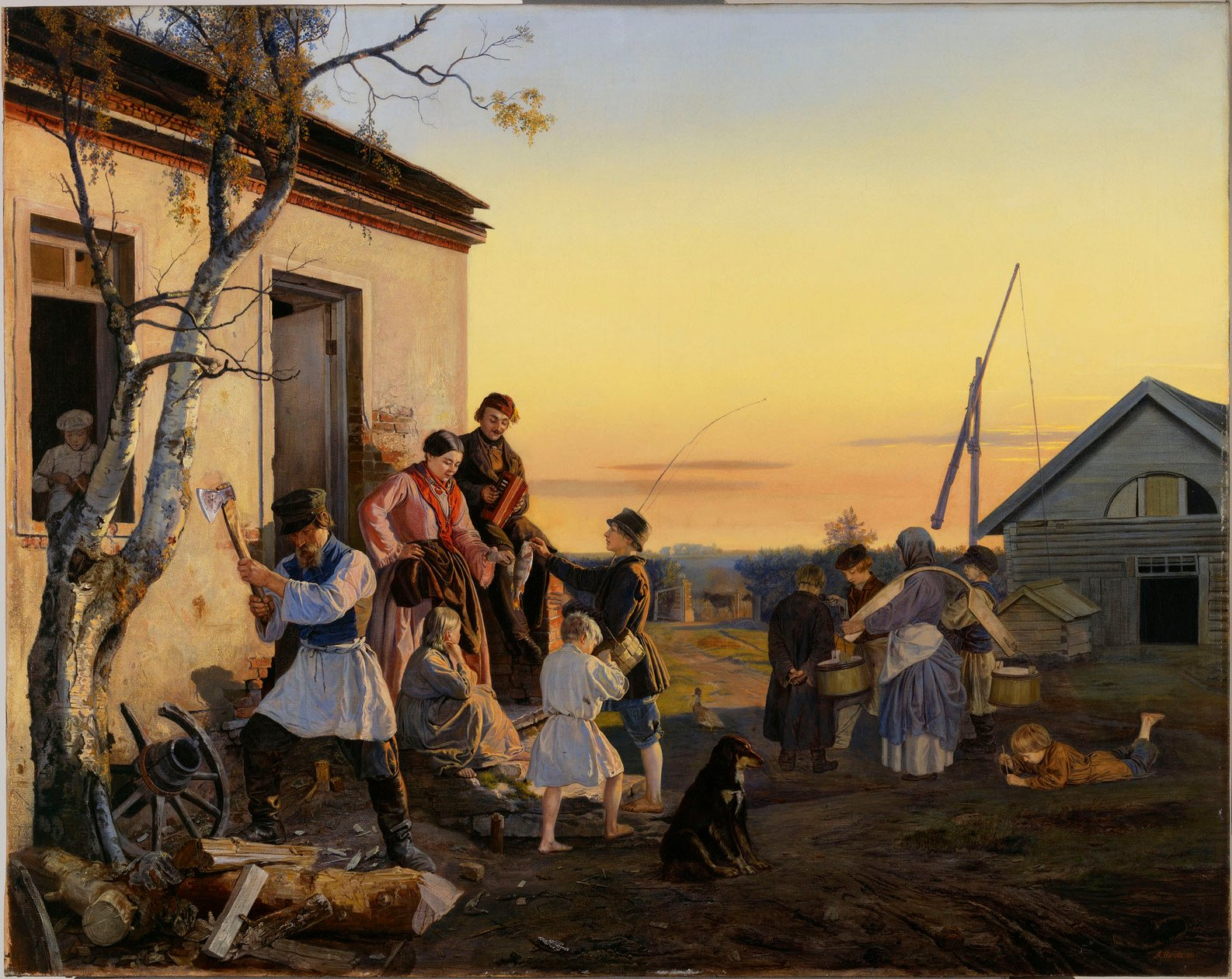
Finnland, 1855

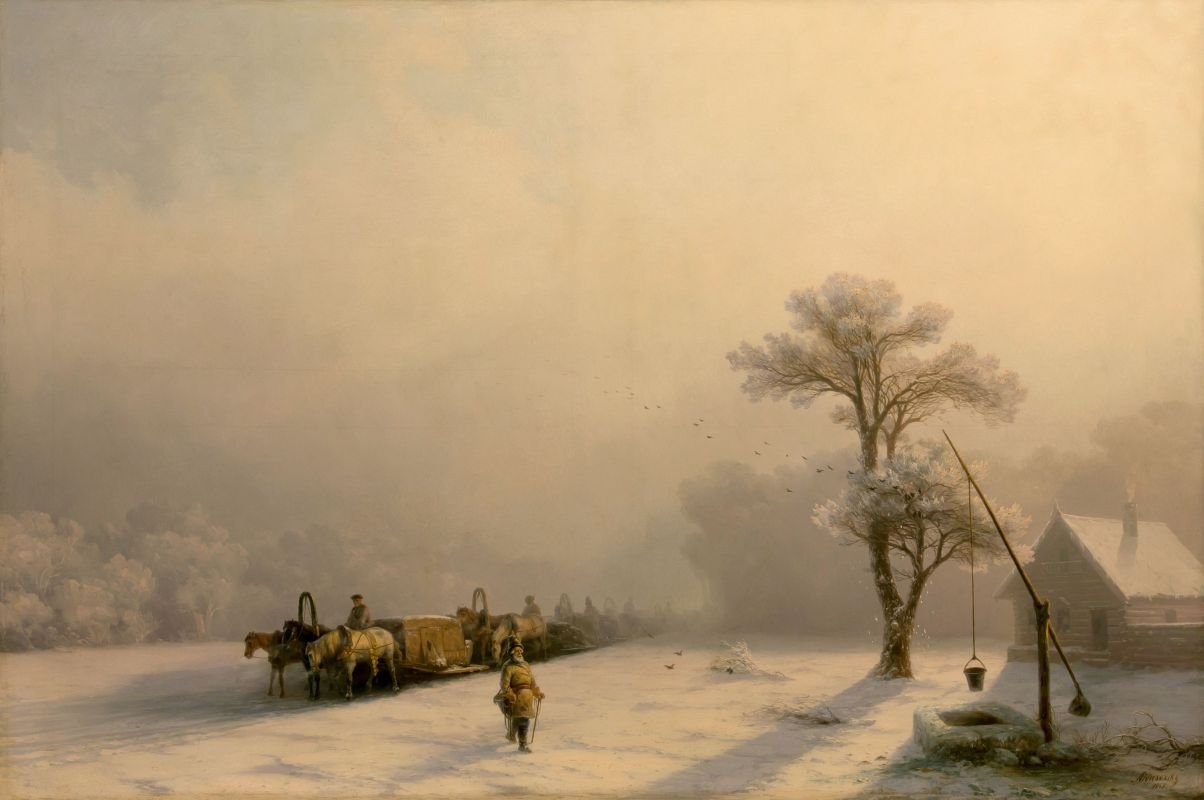
Russland, 1857

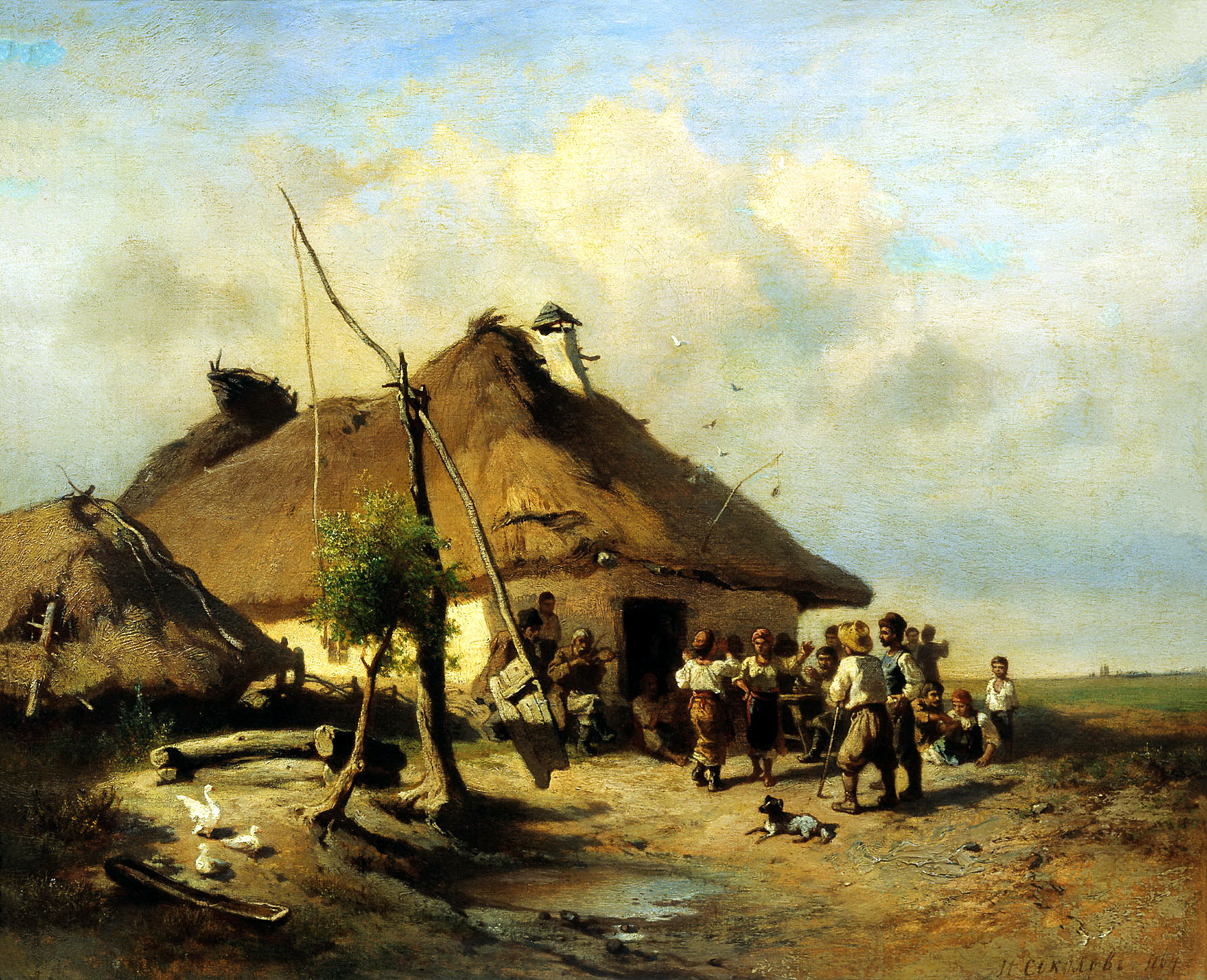
Ukraine, 1864

## Ziehbrunnen mit Seilrolle
Ziehbrunnen mit Seilrolle – historischer Brunnentyp, wo mit Hilfe der Konstruktion Wasser an die Oberfläche befördert wird.

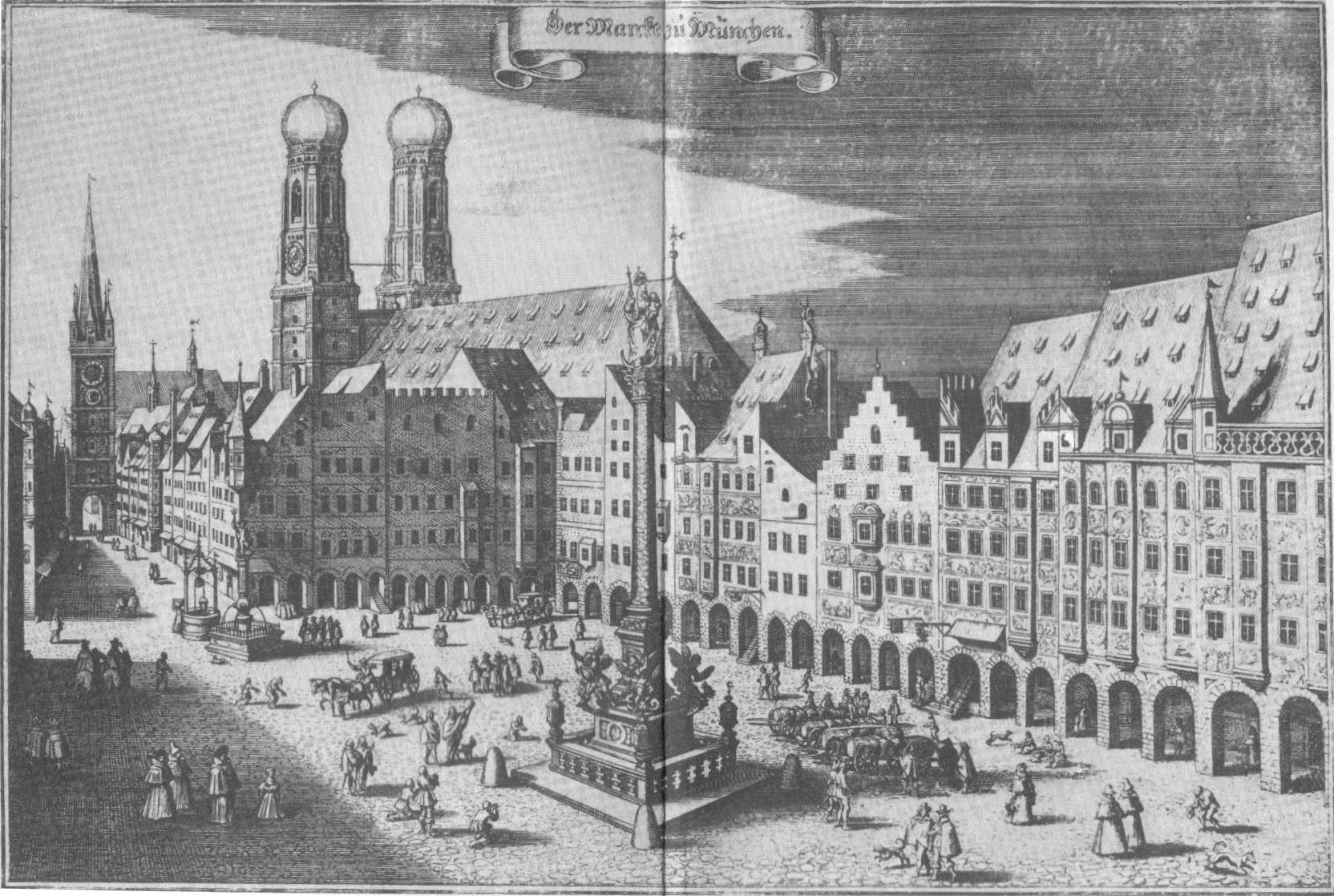
Ziehbrunnen mit Seilrolle München, 1642

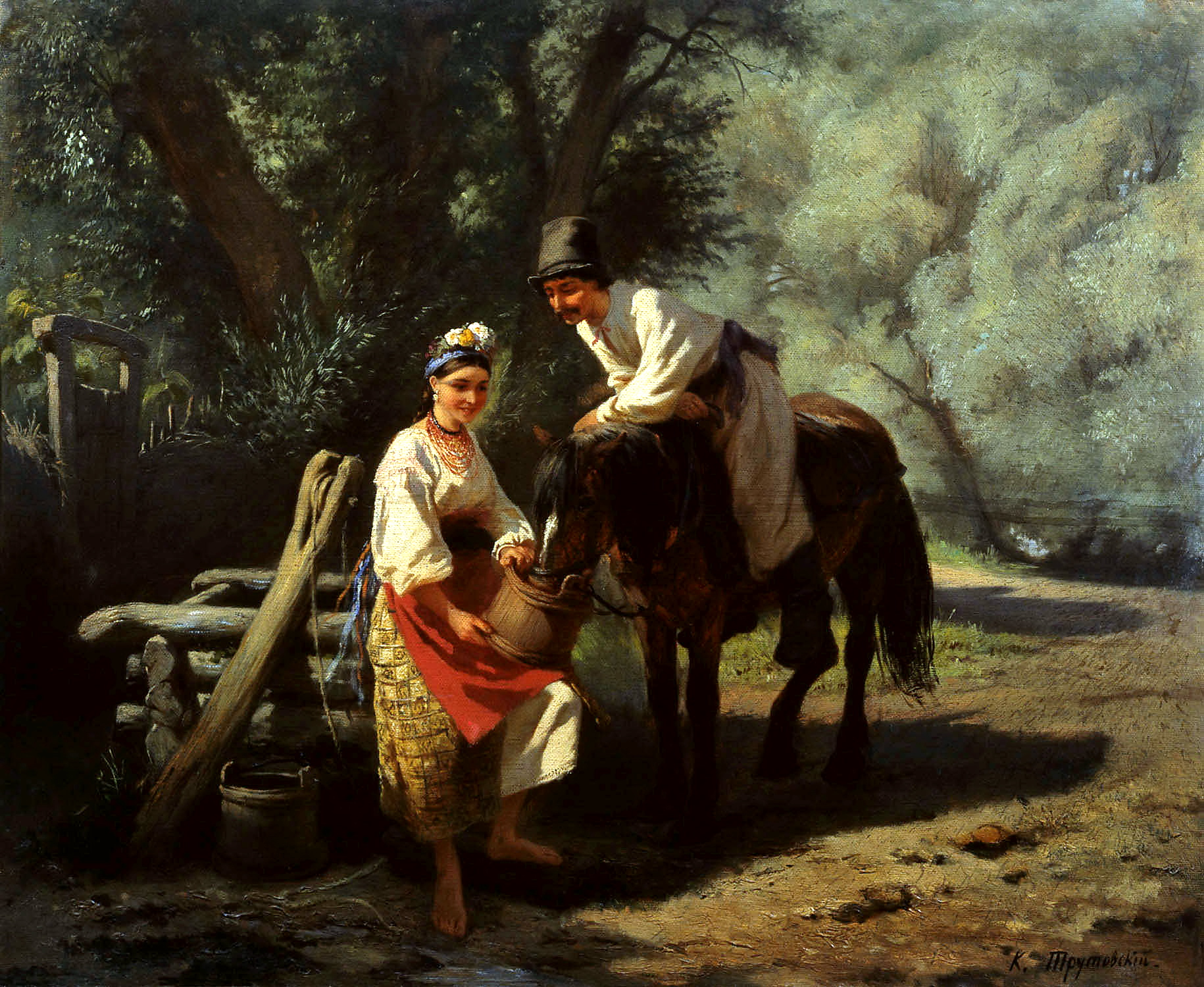
Ziehbrunnen mit Seilrolle
Ukraine, 1893

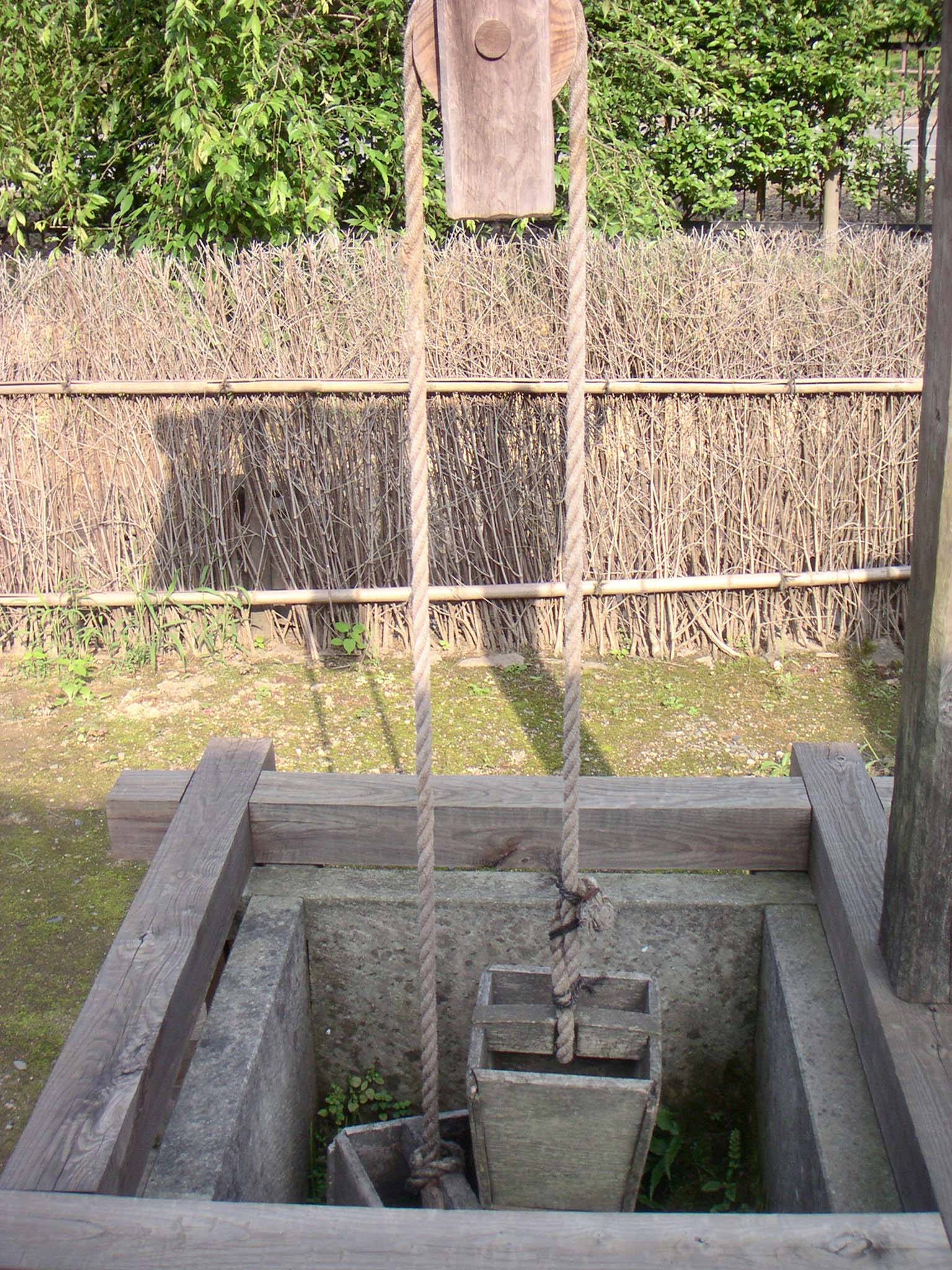
Ziehbrunnen mit Seilrolle Japan, zeitgenössisch

Tiefenbronn

Heraldik